# 黃唐里
黃唐里為臺灣桃園市龍潭區下轄的一個里，與龍潭區祥和里、中興里、永興里、中山里、烏樹林里及桃園市平鎮區接壤。黃唐里面積約2.368平方公里，人口約5,147人。

## 歷史
黃唐里的里名來自舊地名黃泥塘，位在龍潭市街之北，地當烏林溪上游，地表有厚層紅黃土，早年在此圍築池塘，因塘水混濁故稱黃泥塘。黃泥塘地區為龍潭區最早開發的地區，乾隆十三年設置菱潭陂灌溉黃泥塘及五小庄，寫下了龍潭開史的第一頁。
2002年行政区划调整时，将黄塘村中兴路以南区域划归永兴村。
2014年12月25日，桃園縣升格為直轄市桃園市，龍潭鄉改制為龍潭區，黃唐村改制為黃唐里。

## 政治
- 2014年中華民國村里長選舉

| 號次 | 候選人 | 性別 | 政黨       | 得票數 | 得票率  | 當選標記 |
| ---- | ------ | ---- | ---------- | ------ | ------- | -------- |
| 1    | 劉修增 | 男   | 中國國民黨 | 2,117  | 100.00% |          |

## 教育
- 桃園市立武漢國民中學

## 外部連結
- 桃園市龍潭區黃唐里-村里通 - 村里首頁 （页面存档备份，存于）